# Dinamo-2 Moskwa (piłka nożna)
Dinamo-2 Moskwa (ros. «Динамо-2» Москва) – druga drużyna piłkarzy rosyjskiego klubu Dinamo Moskwa.

## Historia
Drużyna występowała pod nazwami:
- 1936—1944: Dinamo-2 Moskwa («Динамо-2» Москва)
- 1945—1997: Dinamo-d Moskwa («Динамо-д» Москва)
- 1998—2001 i 2016—2017: Dinamo-2 Moskwa («Динамо-2» Москва)

Druga drużyna piłkarska Dinama Moskwa została założona w 1936.
W latach 1936—1938 oraz 1944 uczestniczyła w rozgrywkach Pucharu ZSRR.
W latach 1945—1991 już jako Dinamo-d Moskwa występowała w turnieju drużyn rezerwowych Mistrzostw ZSRR.
W rozgrywkach Rosji klub startował w Drugiej Lidze, strefie 3, w której występował do 1993, a potem do 1997 występował w Trzeciej Lidze, strefie 3.
W 2001 roku Dinamo-2 zostało zastąpione przez drużynę młodzieżową (U-21) grającą w turnieju dublerów RFPL.
Gdy w 2016 roku Dinamo Moskwa spadło do Pierwszej dywizji (i drużyna młodzieżowa automatycznie przestała istnieć), postanowiono reaktywować Dinamo-2. Drużyna przystąpiła do rozgrywek w Drugiej Dywizji i składała się z zawodników młodzieżówki. Po powrocie Dinama do Priemjer-Ligi Dinamo-2 przekształcono ponownie w drużynę młodzieżową.